# Міжнародна екологічна угода
Міжнародна екологічна угода або інколи екологічний протокол — різновид договору, обов'язкового в міжнародному праві, що дозволяє досягти екологічної мети. Іншими словами, це «міжурядовий документ, призначений як юридично обов'язковий, головною метою якого є запобігання або управління впливом людини на природні ресурси».
Угода між двома державами відома як двостороння екологічна угода. Якщо угода укладена між трьома або більше країнами, вона називається багатосторонньою екологічною угодою (БЕУ). Такі угоди, розроблені в основному Організацією Об'єднаних Націй, охоплюють такі теми, як політика щодо атмосфери, політика прісної води, політика щодо небезпечних відходів і речовин, морське середовище, політика збереження природи, шумове забруднення та ядерна безпека.

## Історія та використання
Використання багатосторонніх екологічних угод почалося в 1857 році, коли німецька угода регулювала потік води з Боденського озера до Австрії та Швейцарії. Міжнародні екологічні протоколи почали використовуватися в управлінні навколишнім середовищем після того, як транскордонні екологічні проблеми стали широко сприйматися в 1960-х роках.
З 1857 по 2012 рік було укладено 747 багатосторонніх екологічних угод. Після Стокгольмської міжурядової конференції 1972 року почастішали міжнародні екологічні угоди. БЕУ були популяризовані Організацією Об'єднаних Націй, більшість БЕУ були впроваджені з 1972 року на Конференції ООН з людського середовища (також відомої як Стокгольмська конференція). Стокгольмська декларація була прийнята всіма 113 країнами, які брали участь у конференції, і стала першим універсальним документом важливості з екологічних питань.
Для функціональної системи БЕУ потрібна складна мережева система. Рівні уряду в країні можуть перешкоджати один одному щодо зміни клімату (наприклад) через протилежні погляди чи сторони, ускладнюючи впровадження та впливаючи на зовнішні відносини.
Політика щодо БЕУ визначається країнами-учасницями. ООН і Світова організація торгівлі є ключовими міжурядовими організаціями для формування та реалізації угод.
У двосторонніх екологічних угодах, а також у міжнародних інвестиційних угодах, як-от двостороння екологічна угода, дедалі частіше використовуються екологічні положення.

## Ефективність
Протоколи можуть застосовувати гнучкі підходи для підвищення ефективності. Одним із прикладів є використання санкцій: відповідно до Монреальського протоколу підписантам було заборонено купувати хлорфторвуглеводні у держав, які не підписали, щоб запобігти будь-яким непередбаченим вигодам. Фінансування також було використано для подолання конфлікту між Північчю та Півднем: учасники Монреальського протоколу створили фонд у розмірі 240 мільйонів доларів для перерозподілу витрат на перехід. Він також має інший десятирічний пільговий період для країн, що розвиваються. Диференційовані зобов'язання також розглядаються в Кіотському протоколі та можуть заохочувати до ширшої участі, де кожна країна має дуже різні цілі, головним чином на основі свого розвитку.
У той час як протоколи здаються остаточним способом управління «зверху вниз», маючи «мізерні умови для участі громадськості», широко поширена думка, що вплив транснаціональних мереж зростає. Громадська думка є актуальною, оскільки занепокоєння має існують для того, щоб спонукати до дій і виділення державних ресурсів. Він зростав дедалі більше відтоді, як молода активістка Грета Тунберг започаткувала Шкільний страйк заради клімату. еурядові організації також виконують певні функції, від збору інформації та розробки політики до мобілізації підтримки. Наука відіграє важливу роль, хоча Саскінд стверджує, що іноді ця роль зменшується через невизначеність, розбіжності та зростання «супротивної науки». Бізнес-спільнота також може бути залучена з позитивними результатами.
Те, як ми сприймаємо ефективність протоколів, залежить від того, чого ми від них очікуємо. Маючи невелику адміністративну силу чи фактичну владу, протоколи досягають успіху в підвищенні занепокоєності уряду, покращенні договірного середовища та збільшенні можливостей шляхом передачі активів. Проте до тих пір, поки суверенітет недоторканий, екологічні протоколи не вплинуть на зміни всупереч державній чи суспільній апатії, не гарантуватимуть національних дій або не матеріалізуються миттєво. Розвиток міжнародного екологічного права може бути, як припускає Вінер, як черепаха, повільним, але стабільним.

## Бар'єри та критика
Існуючі у світі політичні системи, розбіжності та конфлікти створюють перешкоди для створення екологічних протоколів. По-перше, збереження суверенітету означає, що жодну країну не можна примушувати до участі, а лише спонукати до цього. Отже, як стверджує Френч, «міжнародне право має силу морального переконання, але мало справжніх зубів». По-друге, конфлікт Північ-Південь може блокувати співпрацю та спричиняти конфлікти. Країни глобального Півдня, які вважаються бідними, зазвичай бачать, що країни Півночі, багаті країни, потребують взяти на себе відповідальність за погіршення навколишнього середовища та внести значні зміни у свій спосіб життя, жоден із яких Північ не вважає розумним. Південь стверджує, що північ вже мала можливість розвиватися і вже сильно забруднила під час свого промислового розвитку.
Нарешті, країни можуть не мати мотивації змінювати свою екологічну політику через конфлікт з іншими інтересами, особливо економічним процвітанням. Якщо екологічні протоколи призведуть до економічних труднощів або завдадуть шкоди країні, вона може ухилитися від протоколів, тоді як інші країни їх дотримуватимуться, створюючи класичну проблему безнадійного. Крім того, екологічні протоколи можуть бути піддані критиці за наукову невизначеність або принаймні відсутність синтезу наукової інформації, яка може бути використана для «блокування інтересів і нанесення лиха». У випадку таких проблем, як забруднення навколишнього середовища та зміна клімату, спротив зазвичай є продуктом спеціального заперечення.
Через ці перешкоди екологічні протоколи стають очевидною мішенню для кількох критиків, наприклад, вони повільно дають бажані результати (через процес конвенції-протоколу-ратифікації-імплементації), прагнуть до найменшого спільного знаменника, а також відсутність моніторингу та забезпечення виконання. Їх також можна критикувати за застосування поступового підходу, коли принципи сталого розвитку свідчать про те, що турбота про навколишнє середовище має бути врахована.

## Залучення міжурядових організацій

### Об'єднані Нації
Організація Об'єднаних Націй бере участь у БЕУ у всьому світі з низки питань, включаючи біологічне різноманіття, хімічні речовини та відходи, а також клімат і атмосферу. Одним із прикладів може бути Віденська конвенція про охорону озонового шару, яка була зібрана для вирішення проблеми небезпечного впливу хлорфторвуглеців на атмосферу. Інформаційний портал Організації Об'єднаних Націй об'єднує БЕУ, збираючи рішення та резолюції COP, новини, події, членство в БЕУ, національні координаційні центри, національні звіти та плани впровадження від секретаріатів БЕУ та організовує цю інформацію навколо набору узгоджених умов для користь Сторін і екологічної спільноти в цілому.

### Світова організація торгівлі
Світова організація торгівлі брала участь у переговорах БЕУ через наслідки угод для торгівлі. Організація має торгову та екологічну політику, яка сприяє захисту та збереженню навколишнього середовища. Її метою є зменшення торговельних бар'єрів і координація заходів, пов'язаних з торгівлею, з екологічною політикою. Оскільки БЕУ захищають і зберігають довкілля, вони можуть допомогти послабити обмеження на торгівлю. Принципи СОТ базуються на недискримінації, вільній торгівлі через зменшення торговельних бар'єрів і чесній конкуренції, а БЕУ були відхилені через те, що вони не відповідають принципам організації. СОТ співпрацює з понад 350 БЕУ у всьому світі та впроваджує їх.  Більшість угод стосується п'яти основних країн  які віддані покращенню навколишнього середовища та вільній торгівлі. Члени СОТ юридично зобов'язані поважати узгоджене скорочення бар'єрів у торгівлі. Однак конфлікт виник через обмеження торгівлі.

## Основні учасники БЕУ

### Австралія
Австралія відома своїм широким розмаїттям видів тварин і різноманітним навколишнім середовищем, яке включає пляжі, пустелі та гори, і зміна клімату викликає серйозне занепокоєння. Країна знаходиться під найбільшою озоновою дірою в світі, з впливом на навколишнє середовище. Близькість Австралії до Антарктиди викликає занепокоєння щодо підвищення рівня моря та змін в океанських течіях, які впливають на клімат.

### Канада
Багатосторонні екологічні угоди Канади охоплюють повітря, біорізноманіття та екосистеми, хімічні речовини та відходи, зміну клімату, екологічну співпрацю, море та океани та метеорологію. Канада виступила з ініціативою через різноманітність природних ресурсів, клімату та населених пунктів країни, які можуть сприяти екологічному стресу. Відповідні справи включають Pakootas v. Teck Cominco Metals, у якій Верховний суд Сполучених Штатів підтримав рішення суду нижчої інстанції та звинуватив канадійську компанію Teck Resources у забрудненні річки Колумбія в Сполучених Штатах. Плавильний завод Teck Resources у Трейлі, Британська Колумбія, розташований вище за течією від кордону зі Сполученими Штатами.

### Сполучені Штати
Сполучені Штати взяли на себе зобов'язання щодо Монреальського протоколу щодо речовин, що руйнують озоновий шар, і глобальних переговорів щодо ртуті. Кількість БЕУ, в яких беруть участь США, значно менша, ніж Канада, незважаючи на більшу кількість населення та більший вуглецевий слід та економіку.

## Подальше читання
- Mitchell, R.B., Andonova, L.B., Axelrod, M., Balsiger, J., Bernauer, T., Green, J.F., Hollway, J., Kim, R.E., and Morin, J.F. 2020. What We Know (and Could Know) about International Environmental Agreements. Global Environmental Politics, 20: 103—121.
- Alam, Shawkat et al. International Environmental Law and the Global South. Cambridge University Press, 2015.
- Bodansky, Daniel (2010). The Art and Craft of International Environmental Law. Harvard University Press
- Borsky, Stefan and A. Raschky, Paul. «Intergovernmental Interaction in Compliance with an International Environmental Agreement». In Journal of the Association of Environmental and Resource Economists, Volume 2, Number 2. June 2015.
- Meyer, John W.; Frank, David John; Hironaka, Ann; Schofer, Evan; Tuma, Nancy Brandon (1997). «The Structuring of a World Environmental Regime, 1870—1990». International Organization. 51 (4): 623—651.
- M. McEvoya, David and McGintyb, Matthew «Negotiating a uniform emissions tax in international environmental agreements». In  Journal of Environmental Economics and Management Volume 90, 217—231. 2018
- Tulkens, Henry and Guesnerie, R. The Design of Climate Policy. The MIT Press, 2008.
- Victor, David G. et al. The Implementation and Effectiveness of International Environmental Commitments: Theory and Practice. The MIT Press, 1998.